# おとして↓アプリガール
『おとして↓アプリガール』は、望月菓子による日本の漫画作品。『月刊ガンガンWING』（スクウェア・エニックス刊）にて、2008年5月号から2009年5月号（休刊号）まで連載。全3巻、13話。
校長の命により、「アプリガール」（＝人の感情と知性を持つアプリケーション）と呼ばれる生徒全員をダウンロードすることが使命である女子高校の新任教師・黒瀬潤の活躍を描く。

## 登場人物
黒瀬 潤（くろせ うるみ）
女性教師。昔は勉強ばかりしかしておらず、孤立していた。
真白（ましろ）
製造番号00。学級委員長。
千草（ちぐさ）
製造番号14。報道部。
菖蒲（あやめ）
製造番号10。保健委員。
木蘭（もくらん）
製造番号04。園芸委員。
空（そら）
製造番号09。給食委員。
深緋（ふかひ）
製造番号15。番長。
蓮華（れんげ）
製造番号07。軽音部。暗い歌しか歌えない。
蘇芳（すおう）
製造番号11。科学部。れっきとした女子生徒だが、男性にしか見えない。
紺（こん）
製造番号02。風紀委員。竹刀を携え、常に笑わない。
藍（あい）
製造番号05。体育委員。
銀朱（ぎんしゅ）
製造番号01。図書委員。研究者の荒んだ人格が反映された。真白の強制終了によって、他の生徒諸共消滅させられる。

## 補足
休刊1年前に連載を開始し、移籍連載せず完結させたため、1巻表紙に載っているアプリガールがすべては登場しない。
そのため、以下のアプリガールは未登場となっている。
- 製造番号03・水泳部
- 製造番号06・美術部
- 製造番号08・茶道部
- 製造番号12・手芸部
- 製造番号13・山岳部
- 製造番号16・陸上部
- 製造番号18・美化委員
- 製造番号19

## 書籍
1. おとして↓アプリガール 1 ISBN 9784757524156
2. おとして↓アプリガール 2 ISBN 9784757525238
3. おとして↓アプリガール 3 ISBN 9784757525993

作者の初掲載となった読み切り『おぼっちゃま、ご指導します！』を収録。